# Xinhua
La Agencia de Noticias Xinhua ([ɕín.xwǎ] en chino, 新华社; pinyin, Xīnhuá shè Agencia Noticiosa de la Nueva China) es la agencia oficial de noticias del gobierno de la República Popular China y la más grande e influyente en China, así como la agencia de noticias más grande del mundo en términos de corresponsales en todo el mundo. La agencia fue fundada en noviembre de 1931 con el nombre de Nueva Agencia de la China Roja y cambió su denominación a la actual en 1937. Xinhua es una institución de nivel ministerial subordinada al Consejo de Estado de la República Popular China y es el órgano de medios estatales de más alto rango en el país junto con el Diario del Pueblo. Su presidente es miembro del Comité Central del Partido Comunista de China.
Xinhua opera más de 170 oficinas extranjeras en todo el mundo y mantiene 31 oficinas en China, una para cada provincia, región autónoma y municipio administrado directamente más una oficina militar. Xinhua es el único canal para la distribución de noticias importantes relacionadas con el Partido Comunista y el gobierno central chino y su sede en Pekín se encuentra estratégicamente ubicada cerca de Zhongnanhai, que alberga la sede del Partido Comunista de China, el Consejo de Estado y la oficina del presidente.
Xinhua es editor y también agencia de noticias. Posee más de veinte periódicos y una docena de revistas y publica en varios idiomas, además del chino, incluyendo inglés, francés, alemán, español, portugués, ruso, árabe, japonés y coreano. Reporteros sin fronteras la calificó en 2005 como la mayor agencia de propaganda del mundo. La agencia ha enfrentado críticas por difundir propaganda y criticar a personas, grupos o movimientos críticos del PCCh, como durante la Disputa de Doklam en 2017, las Protestas en Hong Kong de 2019 y la pandemia de COVID-19. En 2019, Twitter prohibió la compra de anuncios de la agencia junto con otros medios de comunicación patrocinados por el Estado.

## Xinhuanet
Xinhuanet (新华网) es el sitio web oficial de la agencia, está compuesto por la sede principal en Beijing y más de 30 sede locales distribuidos en toda China. El sitio web publica información de noticias todos los días en siete idiomas; chino (simplificado y tradicional), inglés, francés, español, ruso, árabe y japonés.
La página web se estableció el 7 de noviembre de 1997 bajo el nombre de "pagina web de la agencia de noticias Xinhua" (新华通讯社网站) y ha estado modificando el nombre de forma constante, el nombre actual xinhuanet.com lo tiene desde el 12 de diciembre de 2000 y es la plataforma de servicio de comunicados de prensa de Internet más grande del Partido Comunista Chino.